# Handball-Verbandsliga Bayern 1990/91
Die Handball-Landesliga Bayern 1990/91 wurde unter dem Dach des „Bayerischen Handballverbandes“ (BHV) organisiert und war hinter der Bayernliga als fünfthöchste Liga im deutschen Ligensystem eingestuft.

## Saisonverlauf
Meister der Verbandsliga Nord wurde der TSV Lohr und Vizemeister war die CSG Erlangen II. Meister der Südgruppe war TSV Milbertshofen II und Vizemeister die DJK Augsburg-Hochzoll. Alle vier konnten direkt in die Bayernliga 1991/92 aufsteigen.

### Modus
Die in Gruppe Nord und Süd eingeteilte Liga bestand aus je 12 Mannschaften. Es wurde eine Hin- und Rückrunde gespielt. Platz eins jeder Gruppe war Staffelsieger und Direktaufsteiger in die Bayernliga. Die zweiten Plätze waren ebenfalls direkt für die Bayernliga 1991/92 qualifiziert. Die Platzierungen zehn bis zwölf jeder Gruppe waren Direktabsteiger.

## Teilnehmer
Nicht mehr dabei waren die Aufsteiger der Vorsaison 1. FC Nürnberg (Nord), TG 1848 Kitzingen (Nord), TB 03 Roding (Süd) sowie die Absteiger TSV Rodach, ASV Rothenburg, TV 1860 Bad Windsheim aus der Nordgruppe und 3 Absteiger der Südgruppe. Neu dabei waren die Absteiger aus der Bayernliga TS/HR Selb, CSG Erlangen II und der ETSV Landshut (Süd). Die Aufsteiger in die Nordgruppe waren Wunsiedel, Rimpar, Heroldsberg und für die Südgruppe der TSV Simbach und zwei weitere Aufsteiger aus den Bezirksligen.

### Abschlusstabelle
Gruppe Nord

Quelle: www.lohrerhandballer.de
|     | Mannschaft             | Spiele | Punkte |
| --- | ---------------------- | ------ | ------ |
| 1.  | TSV Lohr               | 22     | 37:7   |
| 2.  | CSG Erlangen II (A)    | 22     | 35:9   |
| 3.  | TS 1887 Selb (A)       | 22     | 30:14  |
| 4.  | TV 1861 Erlangen-Bruck | 22     | 26:18  |
| 5.  | HG Erlangen II         | 22     | 26:18  |
| 6.  | SG Rödental            | 22     | 24:20  |
| 7.  | VfL Wunsiedel (N)      | 22     | 20:24  |
| 8.  | HG Bamberg             | 22     | 18:26  |
| 9.  | DJK Rimpar (N)         | 22     | 17:27  |
| 10. | TV Rothenburg          | 22     | 16:28  |
| 11. | TV Heilsbronn          | 22     | 8:36   |
| 12. | TuSpo Heroldsberg (N)  | 22     | 7:37   |

Staffelsieger und Aufsteiger in die Bayernliga
Für die Bayernliga 1991/92 qualifiziert
 Für die Verbandsliga 1991/92 qualifiziert
Absteiger
Gruppe Süd

1. TSV Milbertshofen II

2. DJK Augsburg-Hochzoll

Bereich des „Bayer. Handballverbandes“ (BHV)

- (A) Absteiger aus der Bayernliga war ETSV 09 Landshut
- (N) TSV Simbach

### Aufstiegsrelegation
Wurde nicht ausgetragen, da die Vizemeister beider Gruppen Aufstiegsrecht bekamen.

## Einzelnachweis
1. ↑  www.lohrerhandballer.de, TSV 1846 Lohr